# Mologa (město)

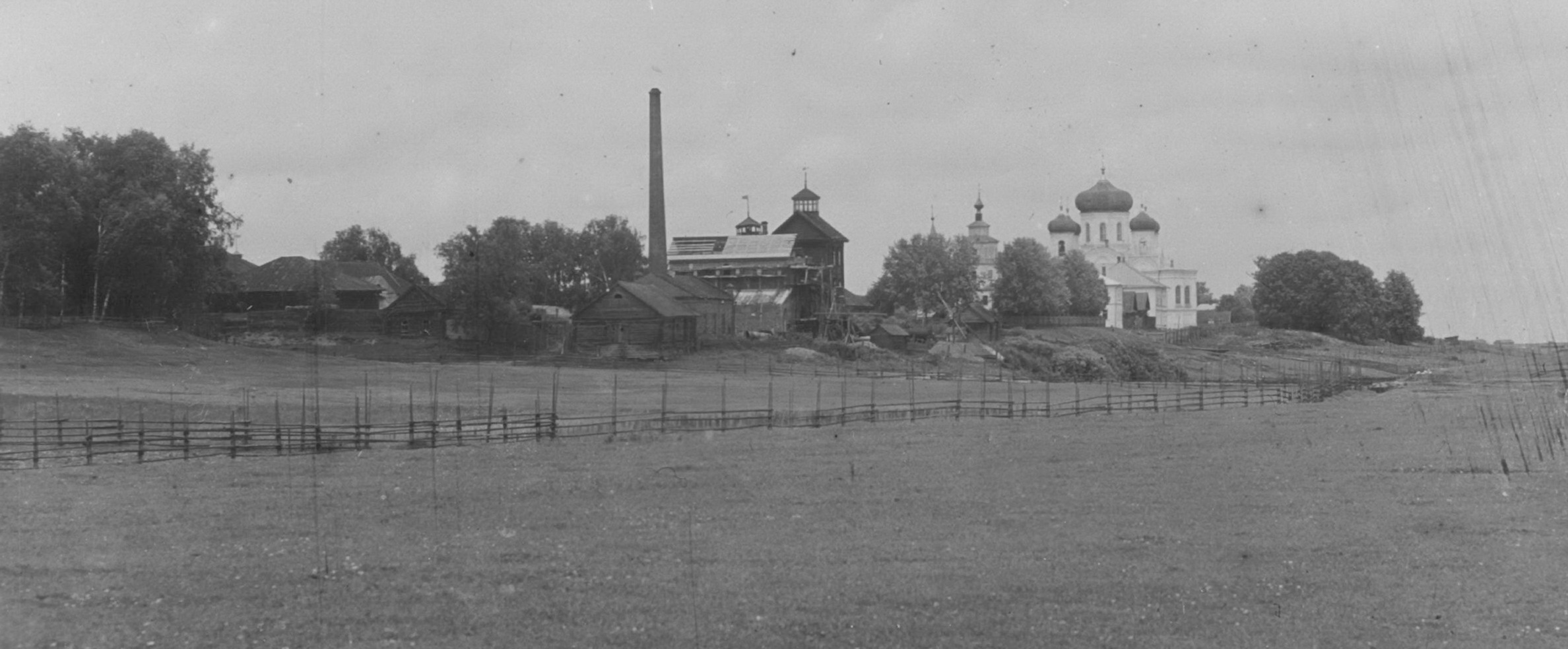
Pohled na Mologu kolem roku 1910

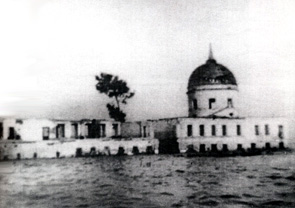
Afanasjevský klášter v Moloze se ponořuje pod hladinu v roce 1941

Mologa (rusky Моло́га) je zaniklé město v Jaroslavské oblasti v Rusku, dříve ležící na soutoku řek Mologa a Volga. Roku 1941 bylo zatopeno vodami Rybinské přehrady.

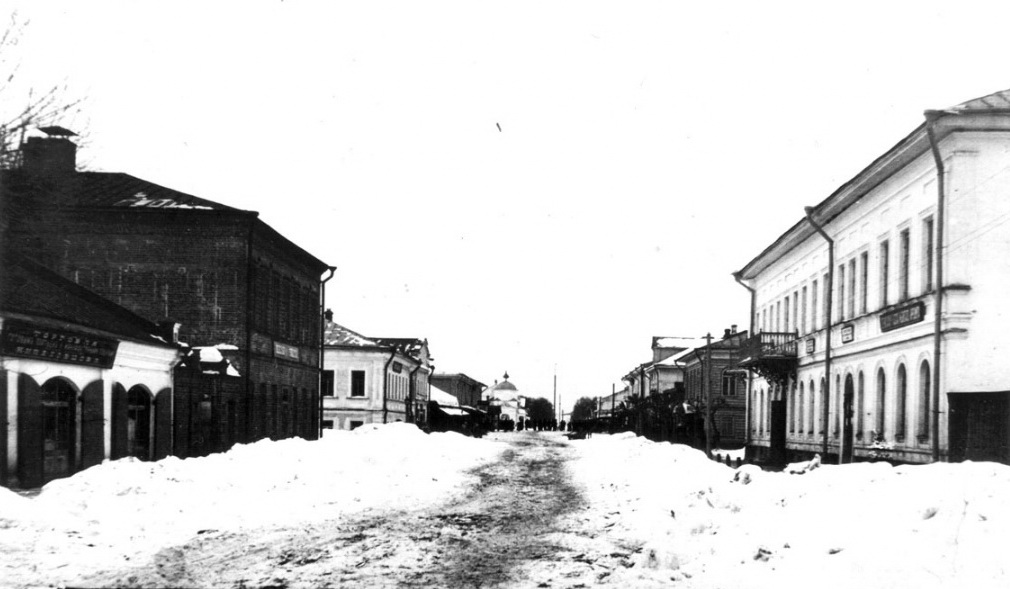
Ulice v Moloze

Mologa existovala přinejmenším od 12. století. Na počátku 13. století byla součástí Rostovského knížectví. Později bylo město připojeno k Jaroslavskému knížectví. V roce 1321 se stalo centrem nezávislého knížectví. Krátce nato Ivan III. připojil Mologu k Moskvě. Poté se panovníci Mology přestěhovali do Moskvy, kde byli známí jako knížata Prozorovští a Šachovští.
Na konci 15. století přemístili trh z města Cholopij gorodok (asi 55 km severně od Mology) do Mology. Poté se Mologa stala jedním z nejdůležitějších ruských obchodních center s asijskými zeměmi. Podle zprávy Siegmunda von Herbersteina byla v Moloze pevnost.

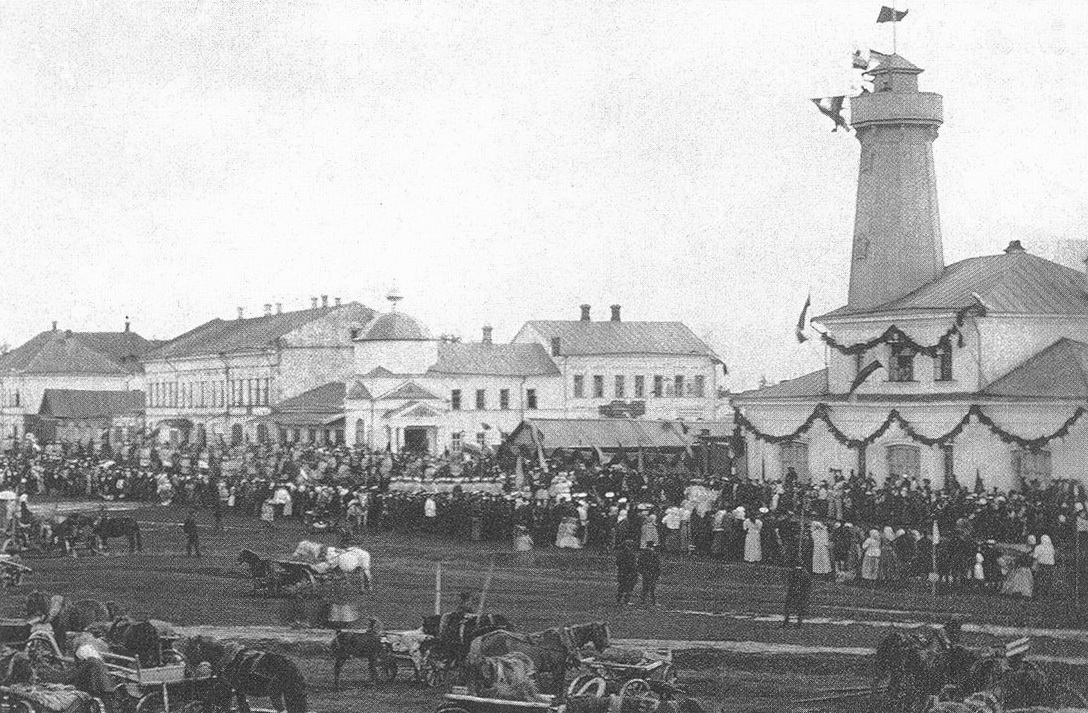
Senné náměstí v Moloze během výroční hasičské slavnosti. Požární strážná věž (vpravo) byla navržena Andrejem Dostojevským

Po zmatcích smuty se Moloze dařilo jako obchodnímu centru typu sloboda. V 19. a na počátku 20. století byla Mologa velkou centrálou vodní dopravy na Volze, protože ležela na začátku Tichvinského kanálu, spojujícího Volhu s Baltským mořem.
Zatopení Mology bylo nařízeno v roce 1935. Poté bylo město při stavbě Rybinské nádrže a vodní elektrárny evakuováno a pohlceno vodou. Z Mology a okolí bylo donuceno vystěhovat se přibližně 130 000 lidí. Část se usadila ve Slipi, Jaroslavli a jiných blízkých obcích, část v Moskvě a Leningradu. 294 místních lidí odmítlo opustit své domovy a nakonec se utopili. V roce 2003 byl na památku těch, kteří odmítli evakuační příkaz, postaven pomník. Roku 2014 hladina přehrady klesla a ruiny města bylo možné navštívit.